# Eleanor Coerr

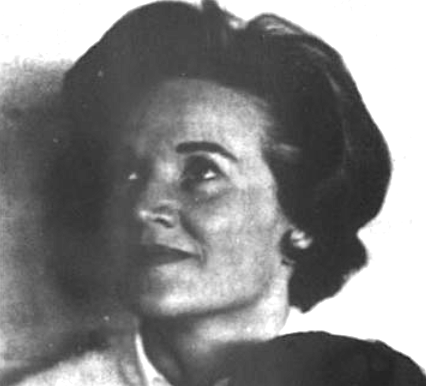
Eleanor Coerr (1968)

Eleanor Coerr (* 29. Mai 1922 als Eleanor Page in Kamsack, Saskatchewan; † 22. November 2010 in New York City) war eine US-amerikanisch-kanadische Schriftstellerin, die vor allem Kinderbücher verfasste.

## Leben
Eleanor Page wuchs in Saskatoon auf. Bereits als Kind war sie fasziniert von Geschichten und las sehr gerne. Bereits als Kind war sie von der japanischen Kultur fasziniert, als sie zu Weihnachten ein Buchnamens Little Pictures of Japan erhielt. Ihre beste Freundin in der High School war Tochter japanischer Immigranten. Sie entwickelte ein großes Interesse an der japanischen Kultur, insbesondere Kalligraphie, Origami und japanischem Essen.
Sie studierte zunächst an der University of Saskatchewan, später an der Kadel Airbrush School. Nach ihrem Studium arbeitete sie als Journalistin und Redakteurin für Kinderseiten für verschiedene Zeitungen in Kanada, den Vereinigten Staaten und den Philippinen von 1944 bis 1960. 1949 heiratete sie den US Air Force Officer Robert Hicks. Kurz danach reiste sie als Journalistin nach Japan und Hicks diente im Koreakrieg. 1952 traf sich das Paar in Nagoya. Im gleichen Jahr wurde ihr erster Sohn geboren. 1953 kehrte das Paar in die Vereinigten Staaten zurück und lebte in Alabama. Ihr zweiter Sohn kam ebenfalls 1953 zur Welt. Im Anschluss zog die Familie nach Kalifornien, lebte aber auch auf den Philippinen und in Thailand. Das Paar ließ sich jedoch später scheiden.
1965 heiratete sie den Diplomaten Wymberly DeRenne Coerr, der von 1962 bis 1965 Botschafter der USA in Uruguay war. Mit ihm zog sie in verschiedene Länder, unter anderem Japan, Taiwan, Thailand, die Philippinen und Brasilien. Ihre zweite Ehe blieb kinderlos, aber ihr Ehemann hatte zwei Kinder aus der vorherigen Ehe. In Ecuador errichtete Eleanor die erste Kinderbücherei des Landes.
Ihren Bachelor machte sie 1967 in Anglistik an der American University und 1971 einen Master in Literaturwissenschaften an der University of Maryland, College Park. Sie unterrichtete außerdem Kinderliteratur am Monterey Peninsula College und kreatives Schreiben am Chapman College in Kalifornien.
Coerr starb am 22. November 2010 im Alter von 88 Jahren. Kurz vorher wurde sie im Tribute World Trade Center Visitor Center zusammen mit Sadako Sasakis Bruder Madahiro Sasaki geehrt und erhielt einen Original-Kranich von Sasaki.

### Schriftstellerische Karriere
1949 besuchte sie erstmals Japan für das Ottawa Journal und lebte ein Jahr in Yonago. Dort war sie entsetzt über die Atombombenabwürfe auf Hiroshima und Nagasaki. Coerr begann bereits 1949 mit dem Schreiben und der Illustration eigener Kinderbücher, begann aber erst Ende der 1960er erste Bücher zu publizieren. Dabei ließ sie sich von den beruflichen Stationen ihres Mannes inspirieren und verfasste einfach geschriebene Bücher über andere Länder, historische Perioden oder seltsame Tiere.  Ihr bekanntestes Buch ist Sadako und die tausend Papierkraniche, das erstmals 1977 erschien. Dabei handelt es sich um ein Kinderbuch über die Geschichte von Sadako Sasaki, die als zweijähriges Mädchen beim Atombombenabwurf über Hiroshima radioaktiver Strahlung ausgesetzt war und in der Folge an Leukämie erkrankte. Sadako hatte damals gemäß einer alten japanischen Legende 1000 Origami-Kraniche gefaltet, um einen Wunsch frei zu haben. Sie verstarb 1955 im Alter von zwölf Jahren. Das Schicksal bewegte damals die ganze Welt. Coerrs Buch verkaufte sich mehr als 1,5 Millionen Mal und wurde in verschiedene Sprachen übersetzt. 1991 entstand ein Kurzfilm, der von Liv Ullmann erzählt wurde.
Sie schrieb weitere Kinderbücher, unter anderem eine Biografie über Jane Goodall, den Roman  Mieko and the Fifth Treasure sowie eine Neubearbeitung ihres Buches über Sadako 1993 sowie das Buch Buffalo Bill and the Pony Express über Buffalo Bill (1995).

## Werke
- The Mystery of the Golden Cat (1968)[8]
- Twenty-five Dragons (1971)
- Biography of a Giant Panda (1974)
- Biography of a Kangaroo (1976)
- Jane Goodall (1976)
- Waza Wins at Windy Gulch (1977)
- Sadako and the Thousand Paper Cranes (1977)
- The Mixed-up Mystery Smell (1980)
- The Bell Ringer and the Pirates (1983)
- The Big Balloon Race (1984)
- Lady with a Torch: How the Statue of Liberty Was Born (1986)
- Chang's Paper Pony (1993)
- Mieko and the Fifth Treasure (1993)
- Sam the Minuteman (1995)
- Buffalo Bill and the Pony Express (1996)
- Sadako (1997)
- Prairie School (2003)
- Josefina Story Quilt (2006)